# 멜빌섬 (오스트레일리아)
멜빌섬(Melville Island)은 오스트레일리아 노던 준주의 해안에 있는 섬이다. 면적은 5,786 km2로, 세계에서 102 번째로 큰 섬이며, 오스트레일리아에서는 태즈메이니아섬 다음으로 두 번째로 큰 섬이다. 배서스트섬과 함께 티위 제도를 이룬다.